# مبانزا كونغو
مبانزا كونغو (النطق البرتغالي: [ɐ̃ˈbɐ̃zɐ], [ĩˈbɐ̃zɐ], [mɨˈβɐ̃zɐ] أو [miˈβɐ̃zɐ ˈkõɡu]، والمعروفة باسم ساو سلفادور باللغة البرتغالية من 1570 إلى 1976؛ الكونغو: مبانزا كونغو)، هي عاصمة البلاد. أنغولا شمال غرب زائير المحافظة ويبلغ عدد سكانها 148,000 نسمة عام 2014. كانت مبانزا كونغو عاصمة مملكة الكونغو منذ تأسيسها قبل وصول البرتغاليين عام 1483 حتى إلغاء المملكة عام 1915، باستثناء فترة وجيزة من الهجر خلال الحروب الأهلية في القرن السابع عشر. في عام 2017، تم إعلان مبانزا كونغو ضمن مواقع التراث العالمي لليونسكو.